# Dresden
Dresden (phát âm tiếng Đức: [ˈdʁeːsdᵊn]; tiếng Thượng Sorbia: Drježdźany; phiên âm: "Đre-xđen") là thành phố thủ phủ của Bang tự do Sachsen tại Đức. Thành phố nằm trên một thung lũng ven con sông Elbe, gần biên giới với Cộng hòa Séc. Chùm đô thị Dresden là một phần của vùng đô thị Tam giác Sachsen.
Dresden có một lịch sử lâu dài giữ vai trò là thủ đô hoặc nơi ở vương giả của các tuyển đế hầu và vua của Sachsen, trong nhiều thế kỷ, họ đã trang hoàng cho thành phố bằng các nét văn hóa và công trình nghệ thuật tráng lệ.
Thành phố từng được gọi là "Chiếc hộp Đá quý", do trung tâm thành phố có các công trình theo kiến trúc baroque và phong cách nghệ thuật rococo. Một vụ ném bom của Đồng Minh vào cuối Chiến tranh thế giới lần thứ hai giết chết hàng nghìn dân thường và phá hủy hoàn toàn trung tâm thành phố. Hậu quả của vụ ném bom và 40 năm phát triển đô thị hậu thế chiến đã làm thay đổi bộ mặt của thành phố. Sau khi tái thống nhất nước Đức vào năm 1990, Dresden lấy lại được vị thế quan trọng của mình, trở thành một trong các trung tâm văn hóa, giáo dục, chính trị và kinh tế của nước Đức.

## Lịch sử

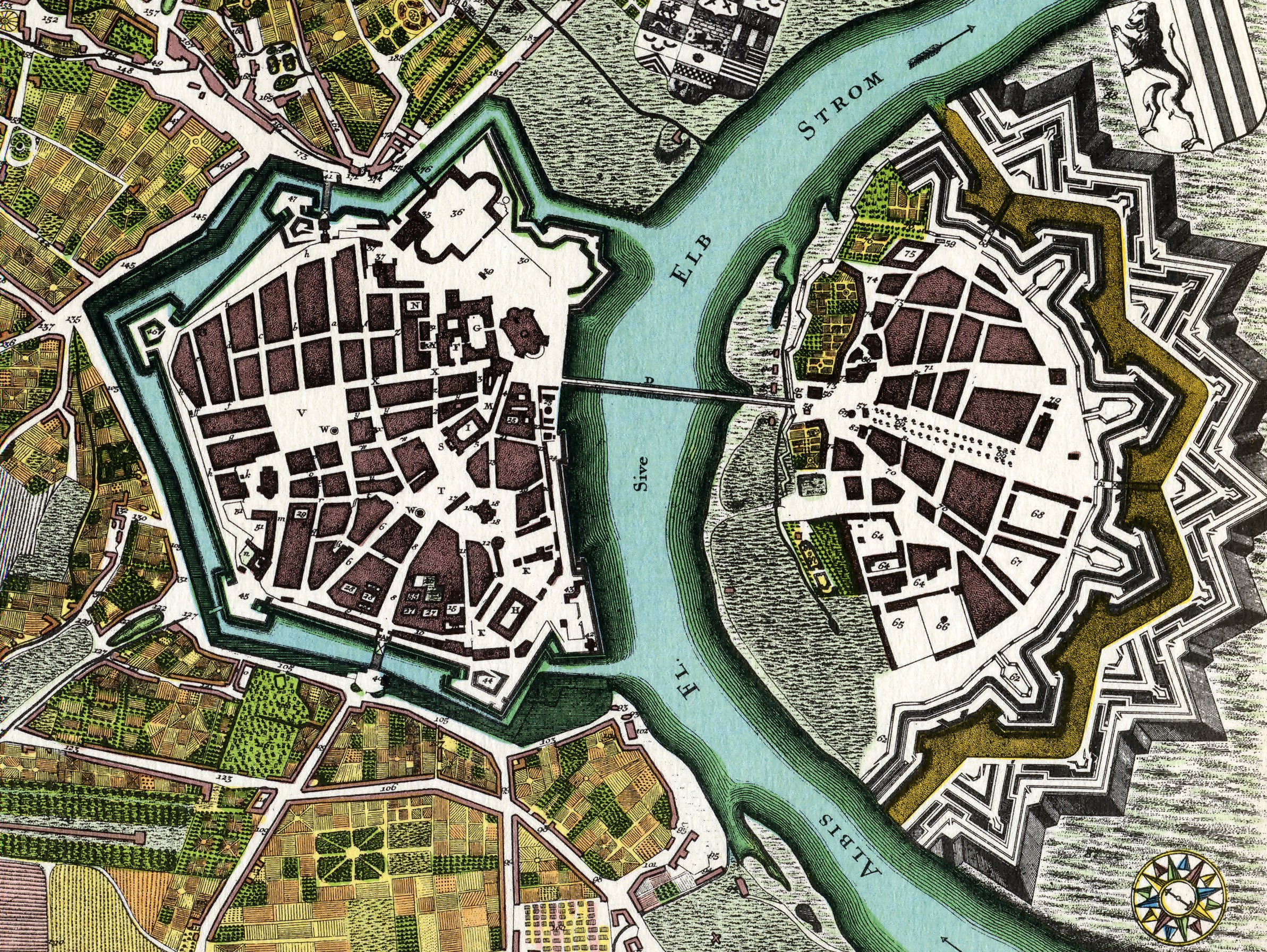
Dresden năm 1750

Mặc dù Dresden là một thành phố được hình thành tương đối gần đây với nguồn gốc Slav, song các bộ tộc thuộc nền văn hóa đồ gốm tuyến hình thời đại đồ đá mới đã định cư tại khu vực thành phố vào khoảng năm 7500 TCN. Quá trình hình thành và phát triển ban đầu của Dresden có liên hệ với sự mở rộng về phía đông của người German, khai mỏ tại dãy núi Quặng gần đó, và việc thành lập Biên cảnh hầu quốc Meißen. Tên của thành phố bắt nguồn từ tiếng Sorbia cổ Drežďany, nghĩa là dân tộc của rừng. Dresden sau đó phát triển thành trị sở của Sachsen.

### Lịch sử ban đầu

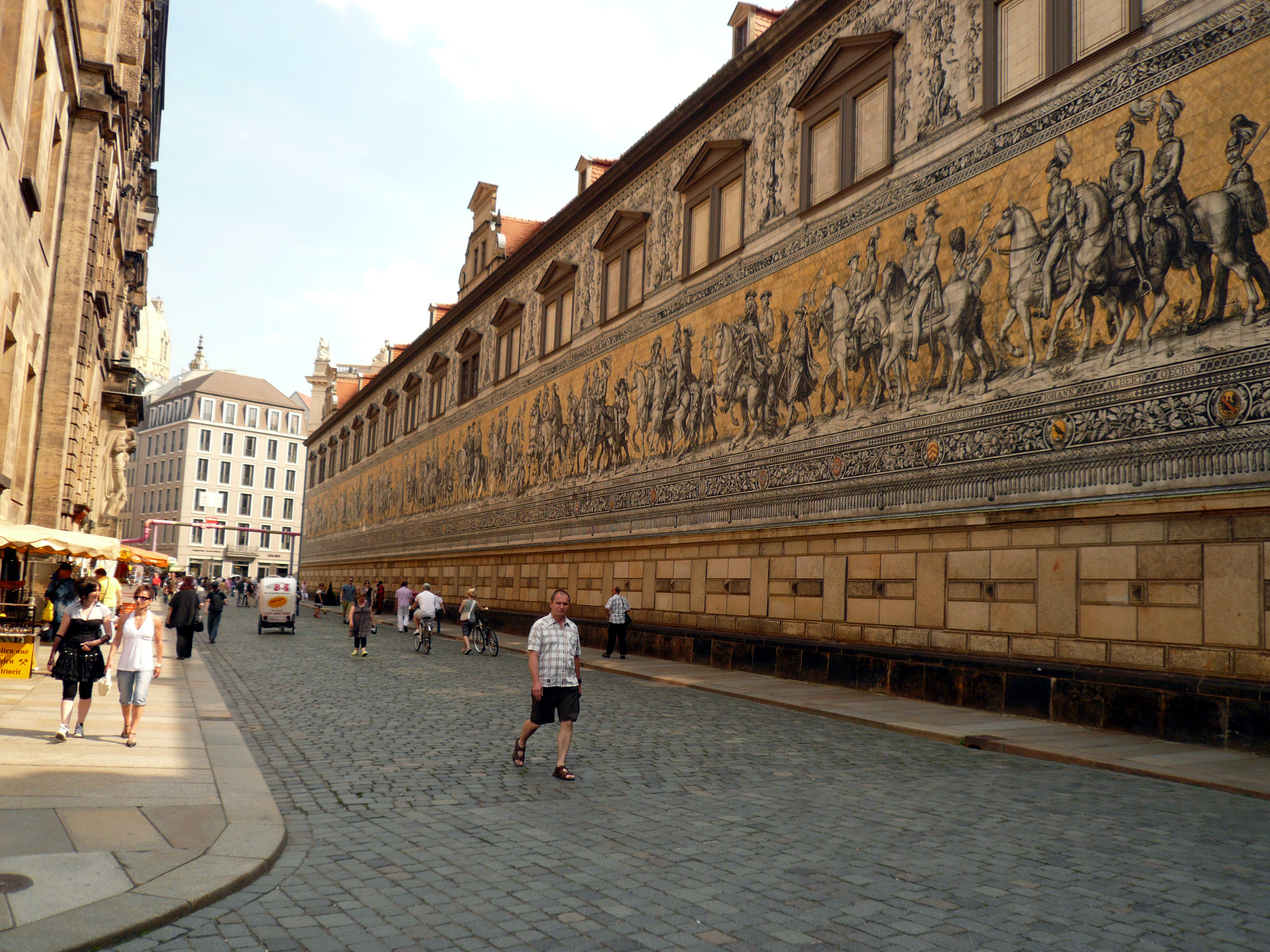
Fürstenzug—miêu tả về những người cai trị Sachsen bằng sứ Meißen

Khoảng cuối thế kỷ 12, một khu định cư Slav được gọi là Drežďany đã phát triển ở bờ nam sông Elbe. Cũng có khu định cư tại bờ bắc, song người ta không rõ về tên Slav của nó. Tên gọi được kiểm chứng Antiqua Dresdin xuất hiện từ năm 1350 và sau đó là Altendresden, cả hai đều có nghĩa là "Dresden cũ". Dietrich, Biên cảnh bá của Meißen, đã lựa chọn Dresden làm nơi cư trú tạm thời vào năm 1206, như trong một bản ghi gọi là "Civitas Dresdene".
Sau năm 1270, Dresden trở thành thủ đô của biên cảnh bá quốc. Khu vực thành phố được hoàn trả lại cho triều đại Wettin vào khoảng năm 1319. Từ năm 1485, thành phố là trị sở của các công tước Sacsehn, và từ năm 1547 là trị sở của các Tuyển đế hầu. Ngày 21 tháng 12 năm 1403, vua Wilhelm Đệ nhất công nhận cấp thành phố cho Dresden. 29-3-1549 Công tước Moritz ra văn bản sáp nhập hai phần hai bên sông thành một đơn vị hành chính.
Lịch sử Dresden gắn kết với sự hình thành và phát triển của vương quốc Sachsen. Từ năm 1485, Dresden là thủ đô của vương quốc này. Sau này có Lãnh địa Tuyển hầu tước Sachsen thuộc Đế quốc La Mã Thần thánh.

### Thời cận đại
Tuyển đế hầu và người cai trị của Sachsen, Friedrich August I đã trở thành vua August Tráng kiện của Ba Lan thông qua liên minh cá nhân. Ông đã thu hút các nhạc sĩ, kiến trúc sư và họa sĩ tài giỏi nhất từ khắp châu Âu đến Dresden. Trong thời gian ông trị vì, Dresen bắt đầu nổi lên với vị thế là một thành phố hàng đầu về kỹ thuật và nghệ thuật của châu Âu. Dresden đã bị tàn phá nặng nề trong Chiến tranh Bảy năm (1756–1763), sau khi bị quân đội Phổ xâm chiếm, sau đó thành phố bị chiếm lại, và quân Phổ lại tiến hành bao vây vào năm 1760 song thất bại. Friedrich Schiller đã viết Ode hoan ca (cơ sở văn học của Bài ca châu Âu) cho nhánh Hội Tam Điểm Dresden vào năm 1785.

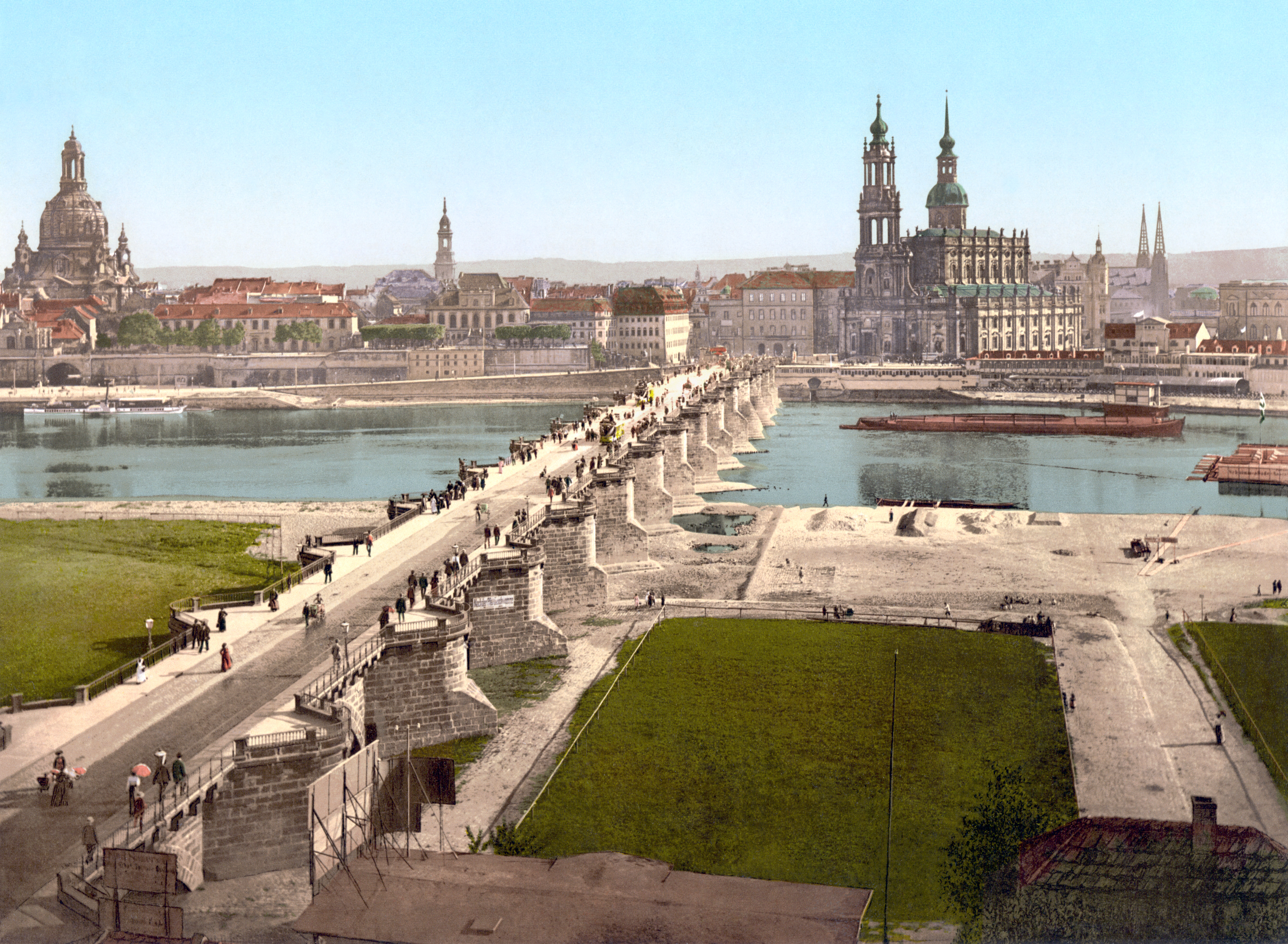
Thành phố Dresden khoảng năm 1890-1900.

Từ năm 1806 đến năm 1918, thành phố là thủ đô của Vương quốc Sachsen (một bộ phận của Đế quốc Đức từ năm 1871). Trong các cuộc chiến tranh của Napoléon, vị hoàng đế nước Pháp đã biến Dresden thành căn cứ cho các chiến dịch của mình, đánh quân đồng minh Nga-Áo trong trận Dresden nổi tiếng vào ngày 27 tháng 8 năm 1813. Dresden là một trung tâm của Các cuộc cách mạng các quốc gia Đức năm 1848 với cuộc nổi dậy tháng Năm, khiến nhiều người thiệt mạng và gây thiệt hại cho đô thị lịch sử của Dresden.
Trong thế kỷ 19, thành phố trở thành một trung tâm về kinh tế, bao gồm hoạt động sản xuất ô tô, chế biến thực phẩm, ngân hàng và chế tạo thiết bị y tế.
Vào đầu thế kỷ 20, Dresden trở nên đặc biệt nổi tiếng với các nhà máy sản xuất máy ảnh và xì gà. Từ năm 1918 đến năm 1934, Dresden là thủ đô của Nhà nước tự do Sachsen. Dresden là một trung tâm của nghệ thuật hiện đại châu Âu cho đến năm 1933.

### Chiến tranh thế giới thứ hai

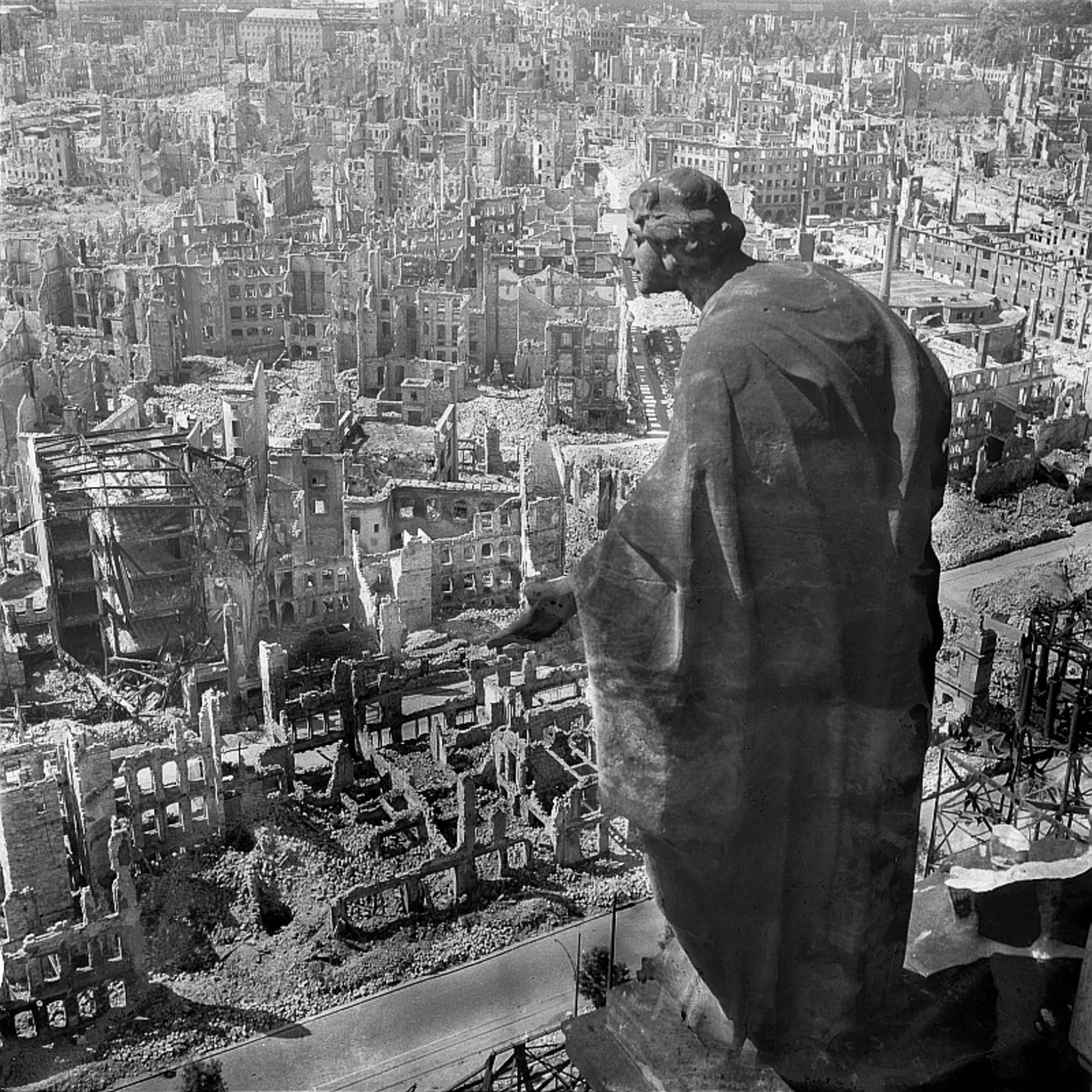
Thành phố Dresden bị bom đạn phá hủy, 1945, nhìn từ tòa thị chính (Rathaus

Trong thế kỷ 20, Dresden là một trung tâm giao thông liên lạc và chế tạo lớn, cũng là một trung tâm hàng đầu tại châu Âu về nghệ thuật, âm nhạc cổ điển, văn hóa và khoa học cho đến khi thành phố bị phá hủy hoàn toàn vào ngày 13 tháng 2 năm 1945. Là trị sở của Sachsen, Dresden không những chỉ có các đơn vị đồn trú mà còn có cả nguyên một thành phố quân sự là Albertstadt. Khu phức hợp quân sự này được đặt theo vua Albert I của Sachsen, nó không phải là mục tiêu cụ thể trong vụ đánh bom Dresen song nằm trong một khu vực được dự kiến sẽ bị hủy diệt.

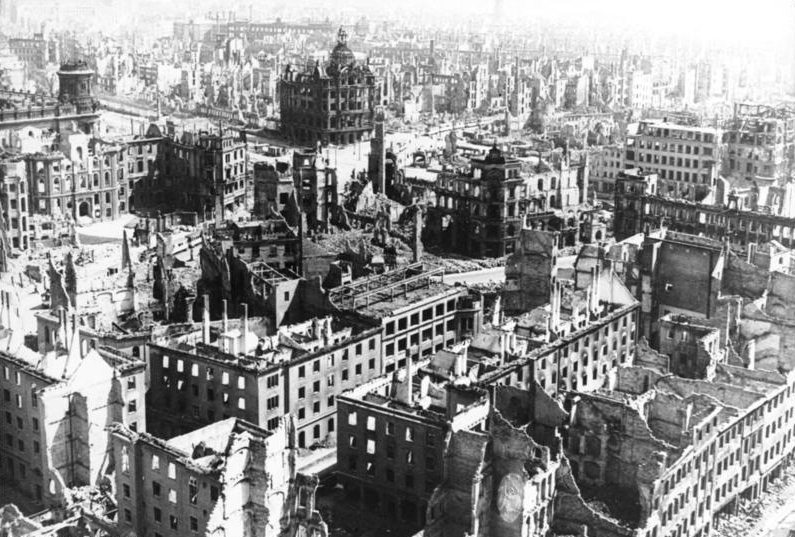
Dresden năm 1945, hơn chín mươi phần trăm trung tâm thành phố đã bị phá hủy

Trong những tháng cuối cùng của Chiến tranh thế giới thứ hai, Dresden đã trở thành nơi trú ẩn cho 600.000 người tị nạn, với một tổng dân số là 1,2 triệu người. Dresden đã bị tấn công bảy lần từ năm 1944 đến năm 1945, và bị Hồng quân Liên Xô chiếm đóng sau khi Đức đầu hàng.
Vụ ném bom Dresden của Không quân Hoàng gia Anh và Lực lượng Không quân của Lục quân Hoa Kỳ từ ngày 13 đến 15 tháng 2 năm 1945 vẫn còn là một hành động gây tranh cãi.
Nội thành của Dresden đã bị phá hủy phần lớn khi các máy bay ném bom 722 RAF và 527 USAAF thả 2431 tấn bom có sức công phá mạnh, và 1475,9 tấn bom gây cháy. Những quả bom có sức công phá mạnh đã làm hư hại các tòa nhà và làm lộ ra các kiến trúc bằng gỗ của chúng, trong khi bom gây cháy sẽ đốt cháy chúng, làm suy giảm nghiêm trọng con số những nơi có sẵn để cho quân lính và người tị nạn Đức ẩn náu. Vụ ném bom bất ngờ vào Dresden đã phá hủy hầu như tất cả trung tâm cổ kính của thành phố trong ba đợt tấn công. Tài liệu tuyên truyền của Đức Quốc xã tuyên bố đã có 200.000 người chết. Ủy ban Sử gia Dresden trong một báo cáo chính thức vào năm 2010 đã kết luận có 25.000 thương vong, trong khi các nhóm cánh hữu vẫn tiếp tục giữ quan điểm số người chết lên đến 500.000 người. 
Phần trung tâm thành phố đã gần như bị xóa sổ, trong khu các khu vực dân cư, công nghiệp và quân sự rộng lớn ở ngoại ô thành phố vẫn tương đối nguyên vẹn. Đồng Minh mô tả chiến dịch là một hoạt động hợp pháp với mục tiêu là các cơ sở công nghiệp và quân sự. Một báo cáo từ Bộ tư lệnh máy bay ném bom Anh đã tuyên bố các mục tiêu quân sự là nơi nối toa chở hàng của tuyến đường sắt Dresden-Friedrichstadt. Thủ tướng Winston Churchill sau đó đã phủ nhận việc liên quan đến vụ tấn công, tuy nhiên ông đã liên quan rất nhiều đến kế hoạch này. Một số nhà nghiên cứu đã lập luận rằng các cuộc tấn công tháng Hai là không cân xứng. Những người thiệt mạng chủ yếu là phụ nữ và trẻ em.

### Thời kỳ hậu chiến

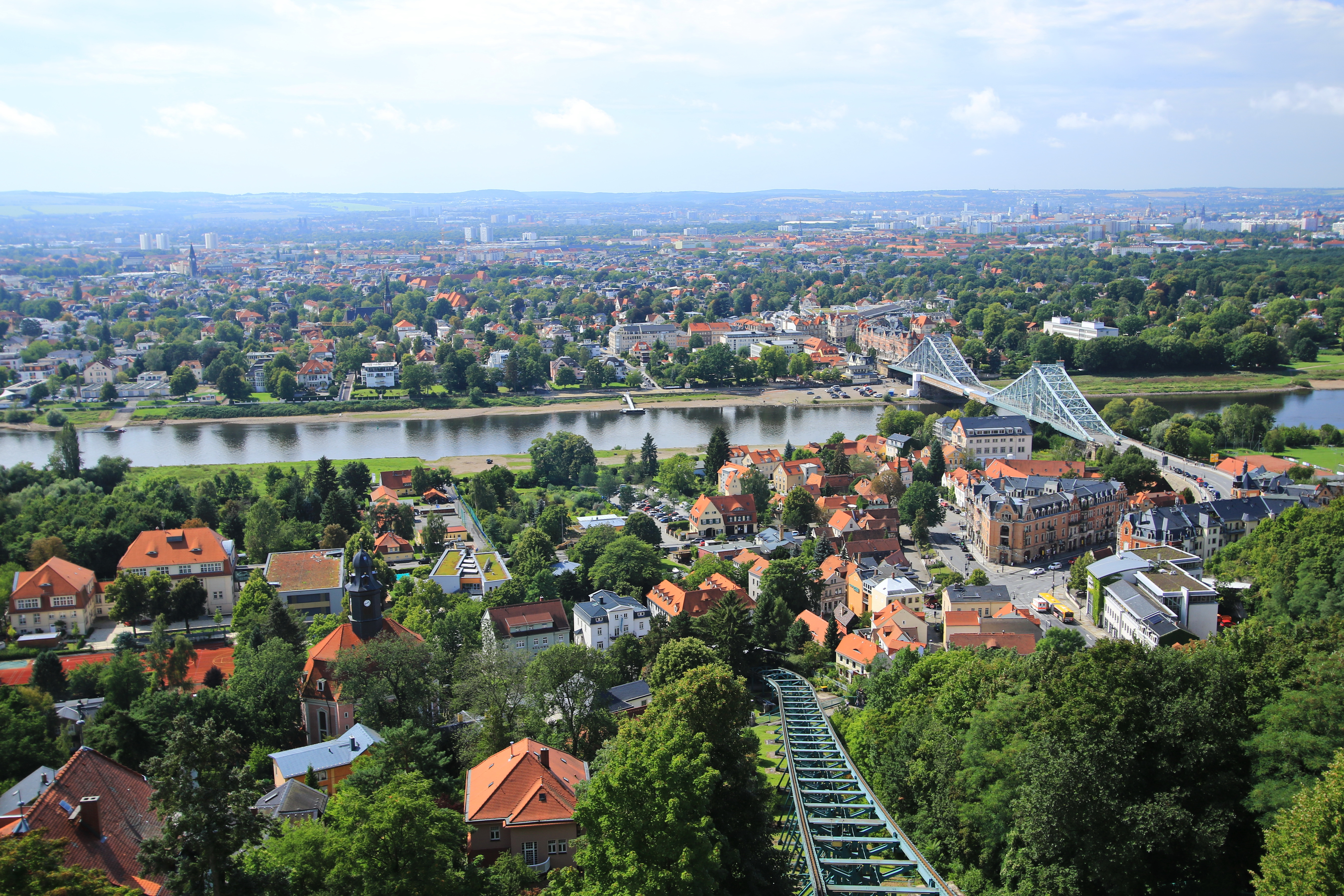
Thung lũng sông Elbe

Sau chiến tranh thế giới thứ hai, Dresden trở thành một trung tâm công nghiệp chính của Cộng hòa Dân chủ Đức với rất nhiều cơ sở hạ tầng phục vụ cho việc nghiên cứu. Nhiều tòa nhà lịch sử quan trọng đã được xây dựng lại, bao gồm cả Nhà hát Opera Semper, Cung điện Zwinger và rất nhiều tòa nhà khác nữa, mặc dù các lãnh đạo thành phố đã lực chọn tái thiết nhiều khu vực rộng lớn của thành phố theo phong cách "xã hội chủ nghĩa hiện đại", một phần là vì lý do kinh tế, song cũng là để thoát khỏi quá khứ từng là thủ đô vương giả của Sachsen và là thành trì của giai cấp tư sản Đức. Tuy nhiên, một số di tích nhà thờ, các tòa nhà cung điện vương giả bị ném bom dữ dội như Sophienkirche, Alberttheater và Wackerbarth-Palais đã bị Liên Xô và nhà cầm quyền Đông Đức san phẳng trong thập niên 1959 và 1960 thay vì được sửa chữa. So với Tây Đức, phần lớn các tòa nhà mang tính lịch sử đã được cứu vãn.
Ngày 3 tháng 10 năm 1989 (cũng được gọi là "trận Dresden"), một đoàn tàu chở người tị nạn Đông Đức từ Praha đã đi qua Dresden trên đường đến Tây Đức. Các nhà hoạt động và người dân địa phương đã tham gia phong trào bất tuân dân sự phát triển rộng khắp Đông Đức bằng cách tổ chức các cuộc biểu tình và yêu cầu loại bỏ chính phủ phi dân chủ.

### Hậu thống nhất

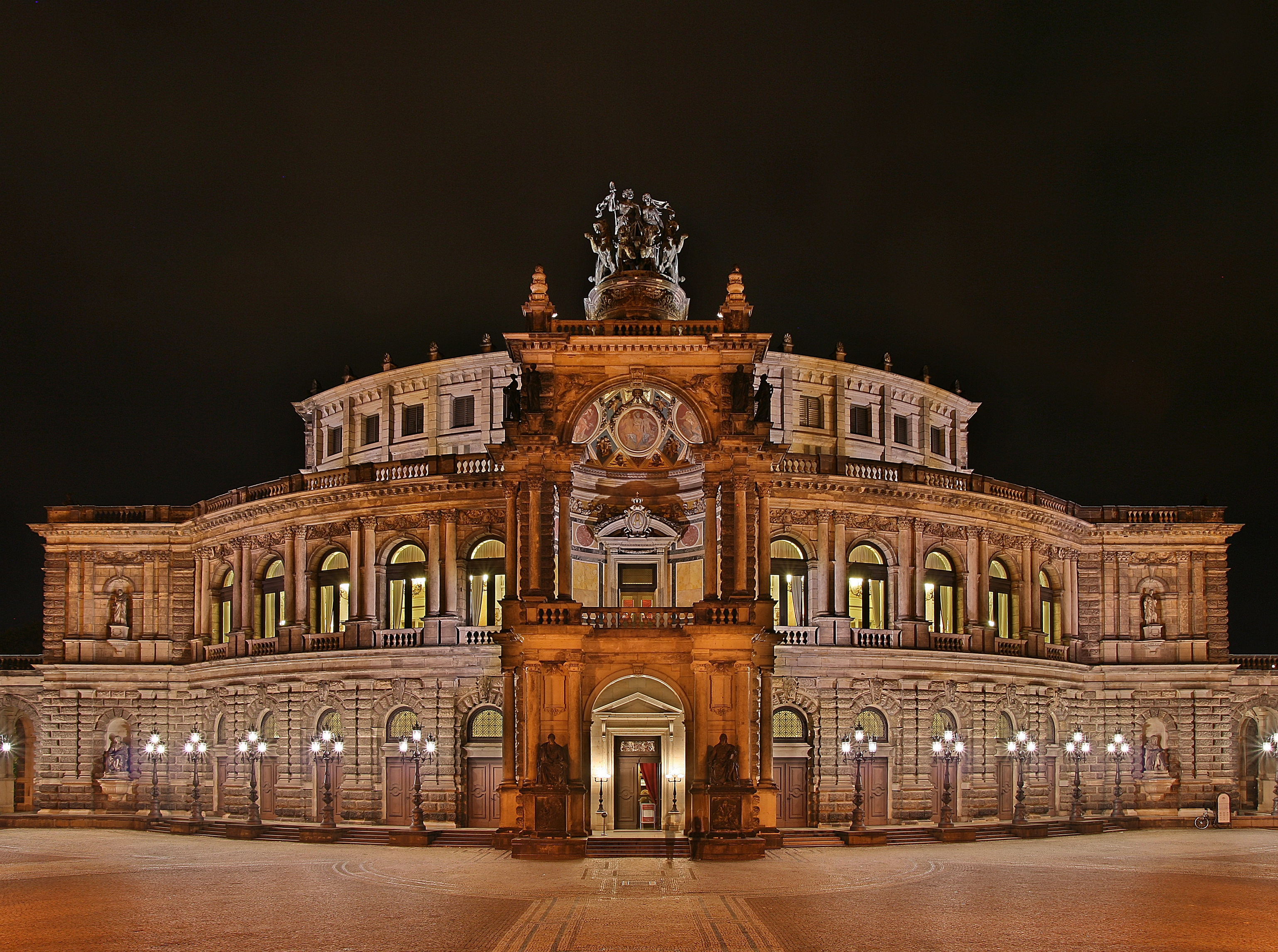
Semperoper, nhà hát kịch Semper

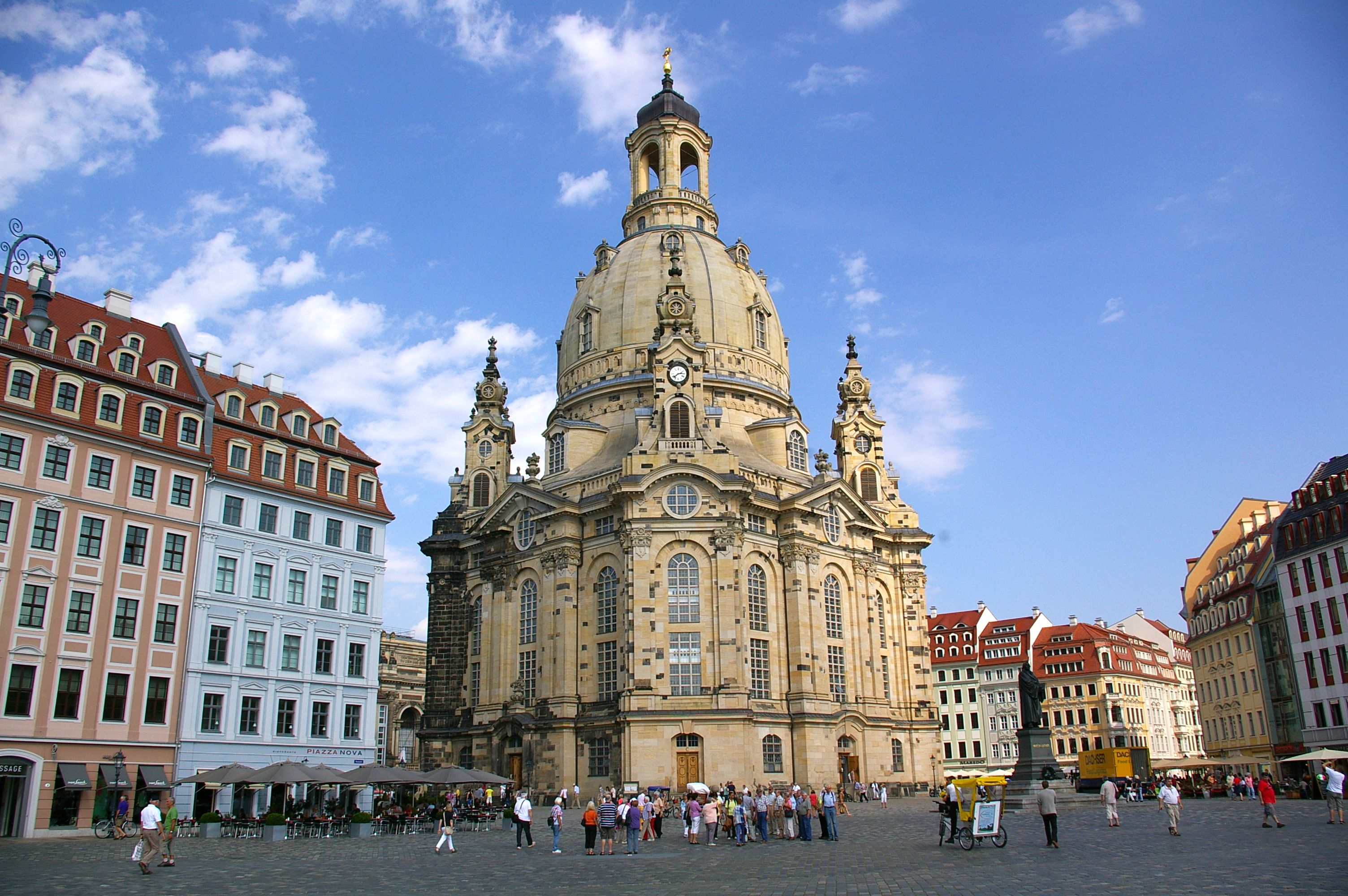
Dresden Frauenkirche và Neumarkt

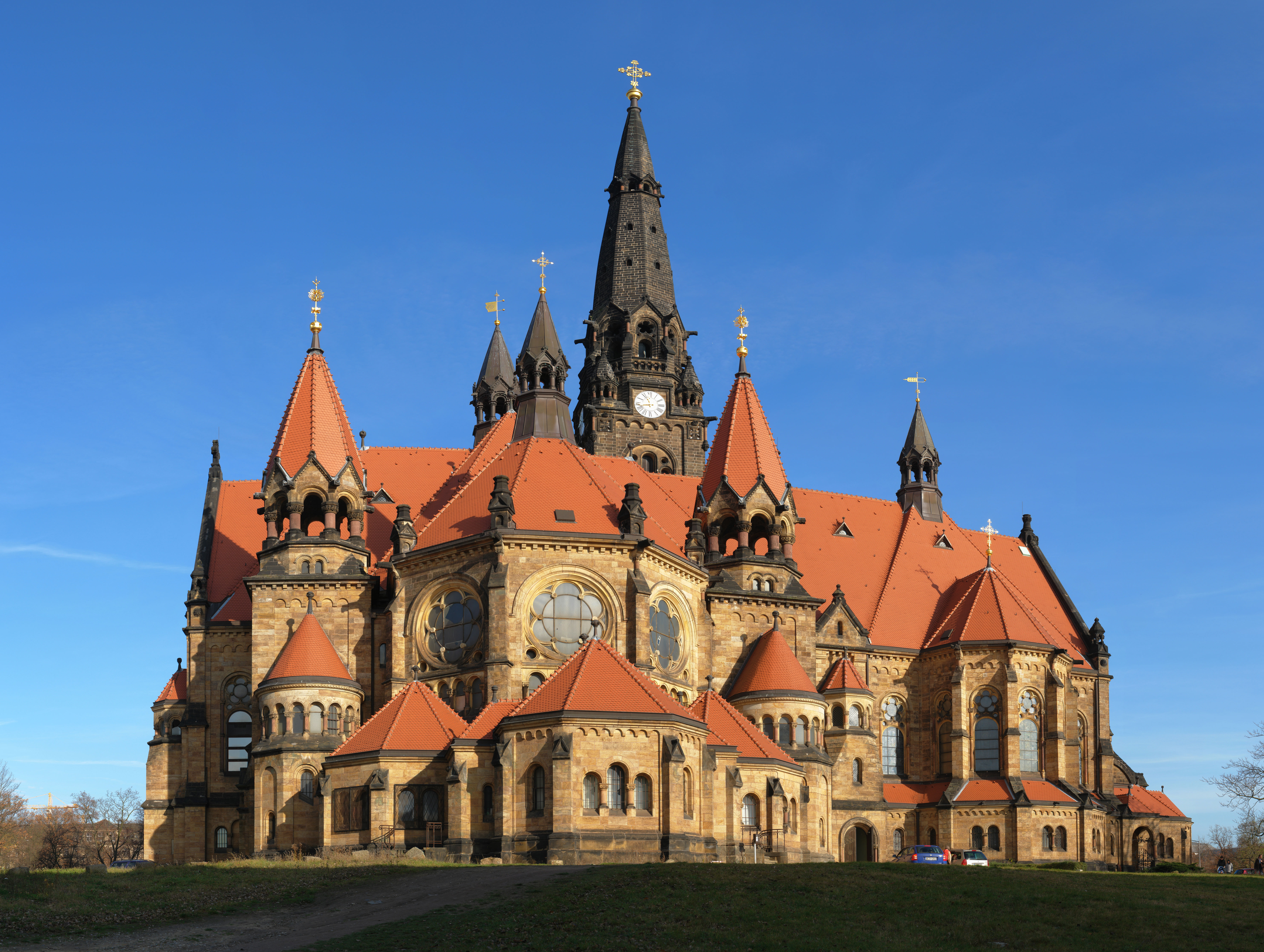
Mặt sau nhà thờ Garnison St. Martin

Dresden đã trải qua những thay đổi đáng kể từ khi tái thống nhất nước Đức vào đầu thập niên 1990. Thành phố vẫn còn mang nhiều vết thương từ các vụ ném bom năm 1945, song nó đã chứng kiến các hoạt động tái thiết đáng kể trong những thập kỉ gần đây. Việc phục hồi Dresden Frauenkirche đã được hoàn thành vào năm 2005, một năm trước kỉ niệm 800 năm thành lập Dresden, đặc biệt là nó được xây dựng dựa vào tiền của tư nhân. Thập tự bằng vàng trên đỉnh của nhà thờ được thành phố Edinburgh trả phí và đem tặng để làm biểu tượng cho mối quan hệ giữa hai thành phố. Quá trình đổi mới đô thị, trong đó bao gồm việc tái thiết khu vực xung quanh quảng trường Neumarkt có Frauenkirche, vẫn sẽ được tiếp tục trong nhiều thập kỉ, song mối quan tâm của cộng đồng và chính quyền vẫn còn cao, và do đó còn có rất nhiều dự án lớn đang được tiến hành để tái tạo các công trình lịch sử cũng như các công trình hiện đại.
Dresden vẫn là một trung tâm văn hóa lớn đối với ký ức lịch sử do nó đã bị phá hủy trong Chiến tranh thế giới thứ hai. Ngày 13 tháng 2 mỗi năm, nhân kỉ niệm cuộc ném bom bất ngờ của Anh và Mỹ vào thành phố, hàng chục nghìn người sẽ biểu tình để kỉ niệm sự kiện. Từ khi đất nước thống nhất, lễ kỉ niệm đã được thực hiện theo tinh thần trung lập và hòa bình hơn (sau khi được sử dụng vì mục đích chính trị trong Chiến tranh Lạnh). Tuy nhiên, trong những năm gần đây, các lực lượng đầu trọc đã cố sử dụng sư kiện vì mục đích chính trị của họ.
Năm 2002, mưa lớn đã khiến nước sông Elbe dâng lên, lũ cao trên 9 mét (30 ft) so với mực nước trung bình, tức còn cao hơn so với đỉnh lũ năm 1845, trận lũ đã gây thiệt hại cho nhiều điểm. Sự phá hoại của "trận lụt thiên niên kỉ" này đã không còn có thể nhận biết do thành phố đã tái thiết một cách nhanh chóng.
Tổ chức UNESCO đã công nhận Thung lũng Elbe ở Dresden là một di sản thế giới vào năm 2004. Sau khi được đưa vào danh sách các di sản thế giới bị đe dọa vào năm 2006, thung lũng này đã để mất danh hiệu vào năm 2009, do việc xây dựng Waldschlößchenbrücke, khiến cho đây là di sản thế giới thứ hai bị tước danh hiệu. UNESCO đã tuyen bố vào năm 2006 rằng cây cầy sẽ phá hủy cảnh quan văn hóa. Các nỗ lực pháp lý của hội đồng thành phố nhằm ngăn chặn việc xây dựng cây cầu đã thất bại.

## Địa lý
Dresden nằm hai bên bờ sông Elbe, chủ yếu trong lòng thung lũng lòng chảo Dresdner Elbtalweitung, giữa một bên là phần cuối dải núi Osterzgebirge, bên kia dựa vào thành dựng đứng của tảng granit Lausitz và dải núi thạch sa Elbsandsteingebirge.
Được mệnh danh là Thành Florence bên dòng Elbe, Dresden nổi tiếng bởi kiến trúc baroc mang hơi hướng Địa Trung Hải nằm giữa khung cảnh thiên nhiên hữu tình.
Thành phố với ngoại vi của mình tính về diện tích lớn thứ tư sau Berlin, Hamburg và Köln trong các thành phố lớn ở Đức.

### Môi trường

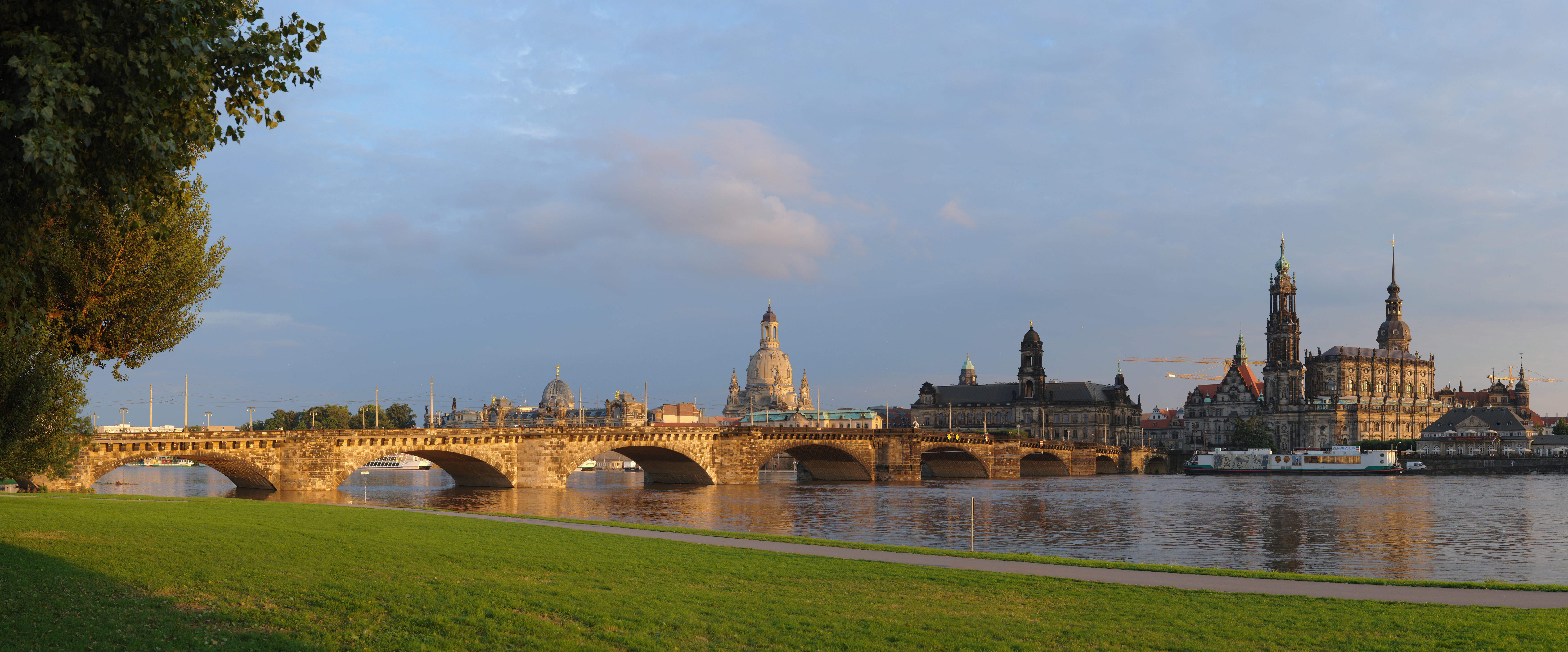
Cầu Augustus

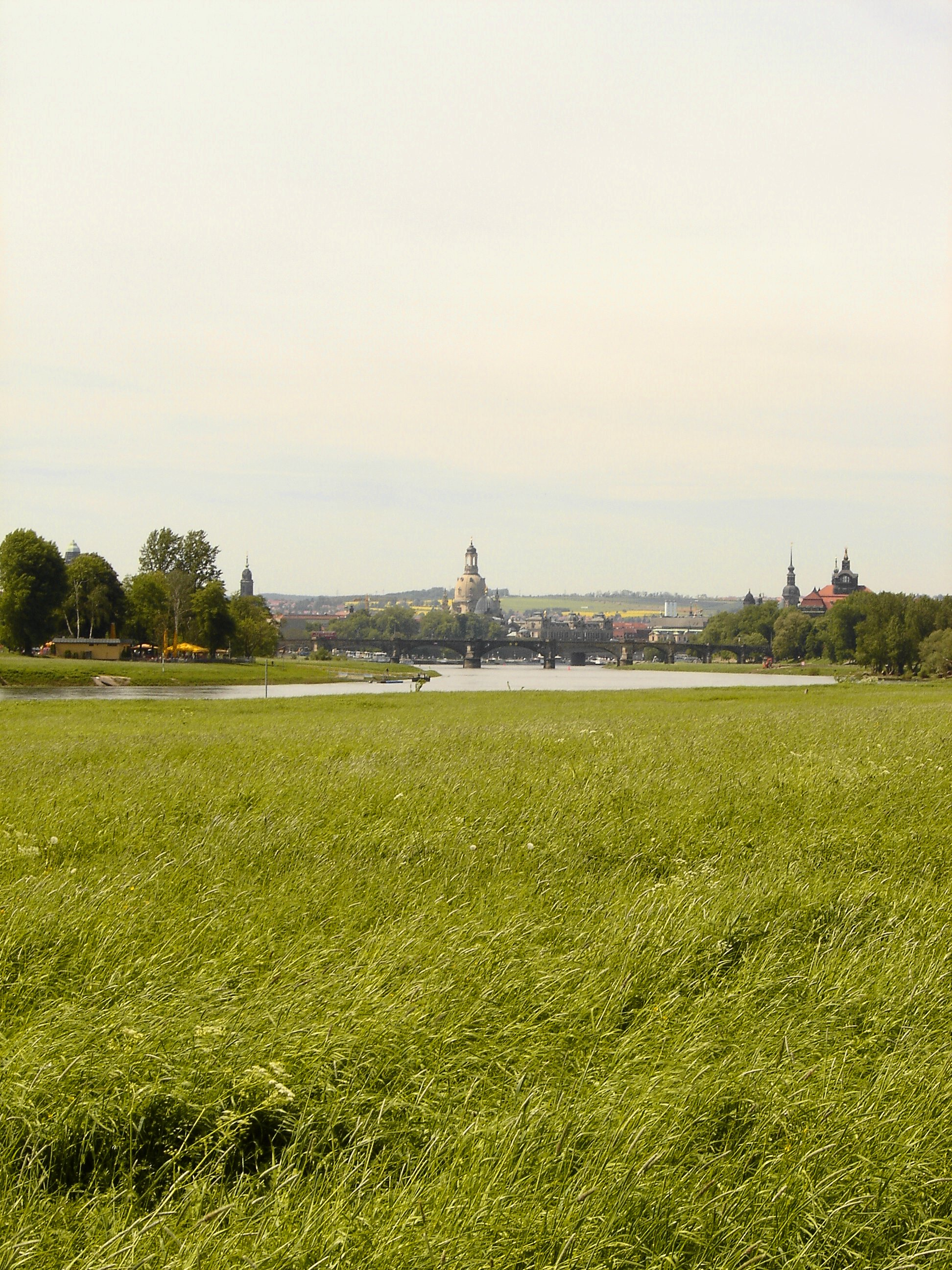
Elbwiesen cạnh Waldschlösschen nhìn vào thành phố

Sau khi được mở rộng địa chính Dresden có 63% diện tích được phủ xanh và là một trong những thành phố xanh nhất châu Âu. Thành phố có rất nhiều khu bảo tồn thiên nhiên, đặc biệt Thung lũng Dresden với chiều dài 20 km được UNESCO công nhận là Di sản Văn hóa Thế giới với mục đích gìn giữ giá trị văn hóa và thiên nhiên của khu vực này.

### Hệ thống phòng chống lụt
Ở vị trí cạnh sông, không chỉ riêng Elbe mà còn các nhánh nhỏ đổ về từ Osterzgebirge, Dresden rất phải chú trọng đến các giải pháp phòng chống lũ lụt. Nhiều vùng đất bên sông cũng như nhánh sông cũ được giữ nguyên trạng để thông thoát nước. Ngoài ra còn có hệ thống điều hòa lũ nằm ở phía nam mạn Erzgebirge và thượng nguồn Elbe.

### Các vùng lân cận
Dresden nằm cạnh các thành phố lớn như Chemnitz (80 km về phía tây nam), Leipzig (100 km về phía tây bắc) và Berlin (200 km ở phía bắc). 150 km về hướng nam là Thành phố Vàng Praha, Thủ đô Cộng hòa Séc và về hướng đông 230 km là thành phố Wrocław của Ba Lan.
Các huyện kế cận như Kamenz có thị trấn Radeberg với thương hiệu bia nổi tiếng, hay huyện Sächsische Schweiz với thị trấn Pirna, Heidenau, huyện Weißeritzkreis với thị trấn Freital và Meißen với Moritzburg với thị trấn Radebeul. Những khu vực kể trên tạo thành khu kinh tế văn hóa Dresden. Xa hơn nữa là thành phố Riesa và "phố núi" Bergstadt Freiberg.

### Khí hậu
Dresden có khí hậu ẩm nằm trong vùng khí hậu lạnh ôn hòa và chịu ảnh hưởng của khí hậu lục địa. Các khu dân cư tập trung trong thung lũng nơi có khí hậu khác với các khu vực ở sườn núi hay trên đồi lân cận. Ví dụ như khu Klotsche gần sân bay của thành phố, nơi có trạm khí hậu và ở độ cao 227 mét trên mặt biển luôn luôn có nhiệt độ thấp hơn trong trung tâm 1–2 °C.
| Dữ liệu khí hậu của Dresden, 1981–2010  | Dữ liệu khí hậu của Dresden, 1981–2010 | Dữ liệu khí hậu của Dresden, 1981–2010 | Dữ liệu khí hậu của Dresden, 1981–2010 | Dữ liệu khí hậu của Dresden, 1981–2010 | Dữ liệu khí hậu của Dresden, 1981–2010 | Dữ liệu khí hậu của Dresden, 1981–2010 | Dữ liệu khí hậu của Dresden, 1981–2010 | Dữ liệu khí hậu của Dresden, 1981–2010 | Dữ liệu khí hậu của Dresden, 1981–2010 | Dữ liệu khí hậu của Dresden, 1981–2010 | Dữ liệu khí hậu của Dresden, 1981–2010 | Dữ liệu khí hậu của Dresden, 1981–2010 | Dữ liệu khí hậu của Dresden, 1981–2010 |
| Tháng                                   | 1                                      | 2                                      | 3                                      | 4                                      | 5                                      | 6                                      | 7                                      | 8                                      | 9                                      | 10                                     | 11                                     | 12                                     | Năm                                    |
| --------------------------------------- | -------------------------------------- | -------------------------------------- | -------------------------------------- | -------------------------------------- | -------------------------------------- | -------------------------------------- | -------------------------------------- | -------------------------------------- | -------------------------------------- | -------------------------------------- | -------------------------------------- | -------------------------------------- | -------------------------------------- |
| Cao kỉ lục °C (°F)                      | 16.2 (61.2)                            | 19.7 (67.5)                            | 24.4 (75.9)                            | 29.5 (85.1)                            | 31.3 (88.3)                            | 35.3 (95.5)                            | 36.4 (97.5)                            | 37.3 (99.1)                            | 32.3 (90.1)                            | 27.1 (80.8)                            | 19.1 (66.4)                            | 16.4 (61.5)                            | 37.3 (99.1)                            |
| Trung bình ngày tối đa °C (°F)          | 2.7 (36.9)                             | 3.9 (39.0)                             | 8.3 (46.9)                             | 13.7 (56.7)                            | 18.9 (66.0)                            | 21.5 (70.7)                            | 24.2 (75.6)                            | 23.8 (74.8)                            | 18.9 (66.0)                            | 13.6 (56.5)                            | 7.2 (45.0)                             | 3.5 (38.3)                             | 13.34 (56.01)                          |
| Trung bình ngày °C (°F)                 | 0.1 (32.2)                             | 0.9 (33.6)                             | 4.5 (40.1)                             | 9.0 (48.2)                             | 14.0 (57.2)                            | 16.7 (62.1)                            | 19.0 (66.2)                            | 18.6 (65.5)                            | 14.3 (57.7)                            | 9.8 (49.6)                             | 4.5 (40.1)                             | 1.1 (34.0)                             | 9.37 (48.87)                           |
| Tối thiểu trung bình ngày °C (°F)       | −2.4 (27.7)                            | −1.9 (28.6)                            | 1.2 (34.2)                             | 4.4 (39.9)                             | 8.9 (48.0)                             | 11.9 (53.4)                            | 14.0 (57.2)                            | 13.9 (57.0)                            | 10.4 (50.7)                            | 6.5 (43.7)                             | 2.1 (35.8)                             | −1.2 (29.8)                            | 5.65 (42.17)                           |
| Thấp kỉ lục °C (°F)                     | −25.3 (−13.5)                          | −23.0 (−9.4)                           | −16.5 (2.3)                            | −6.3 (20.7)                            | −3.4 (25.9)                            | 1.2 (34.2)                             | 6.7 (44.1)                             | 5.4 (41.7)                             | 1.4 (34.5)                             | −6.0 (21.2)                            | −13.2 (8.2)                            | −21.0 (−5.8)                           | −25.3 (−13.5)                          |
| Lượng Giáng thủy trung bình mm (inches) | 46.5 (1.83)                            | 34.6 (1.36)                            | 43.2 (1.70)                            | 41.2 (1.62)                            | 64.8 (2.55)                            | 64.6 (2.54)                            | 87.4 (3.44)                            | 83.0 (3.27)                            | 50.2 (1.98)                            | 42.5 (1.67)                            | 53.9 (2.12)                            | 52.1 (2.05)                            | 664.03 (26.14)                         |
| Số giờ nắng trung bình tháng            | 62.1                                   | 77.8                                   | 118.2                                  | 170.7                                  | 218.7                                  | 202.3                                  | 222.6                                  | 212.9                                  | 152.0                                  | 122.4                                  | 64.5                                   | 55.1                                   | 1.679,37                               |
| Nguồn: Deutscher Wetterdienst           |                                        |                                        |                                        |                                        |                                        |                                        |                                        |                                        |                                        |                                        |                                        |                                        |                                        |

## Hành chính

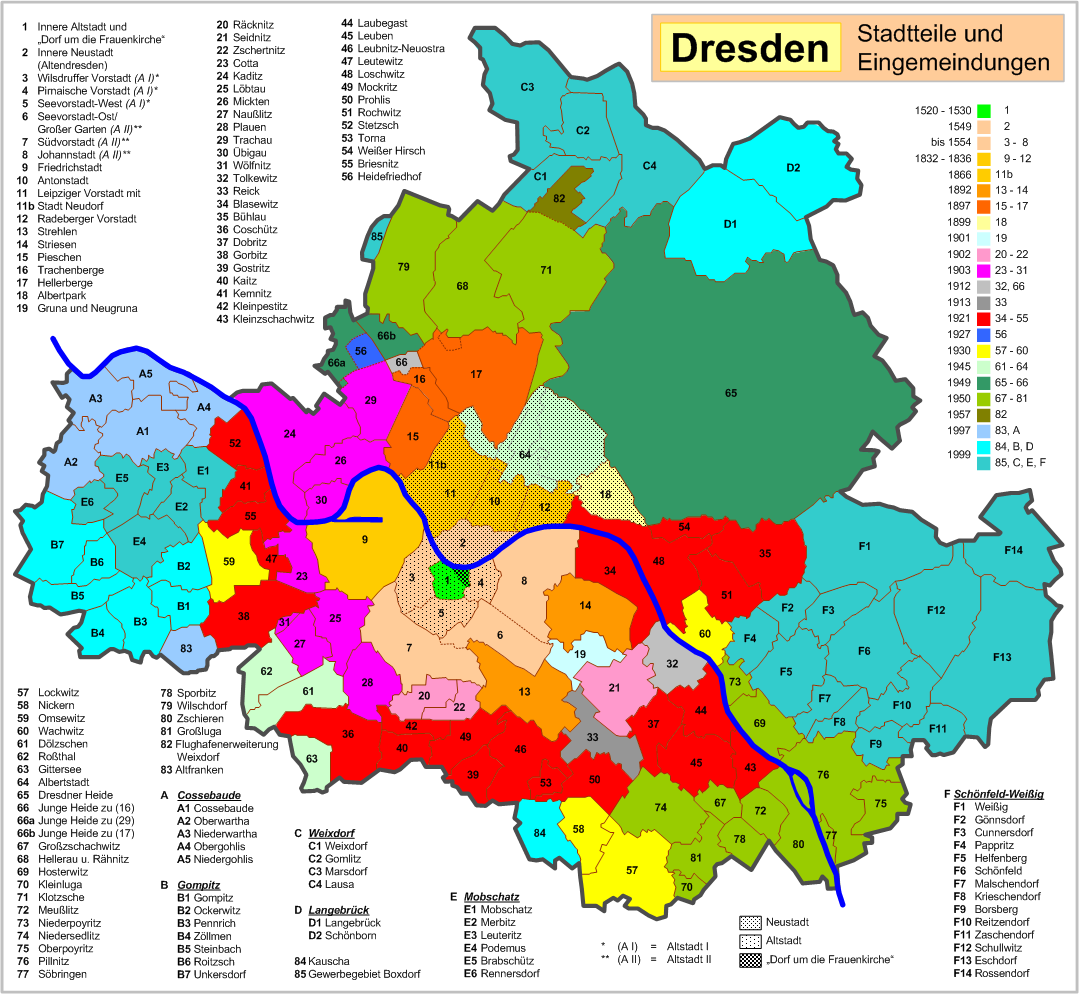
Bản đồ địa chính

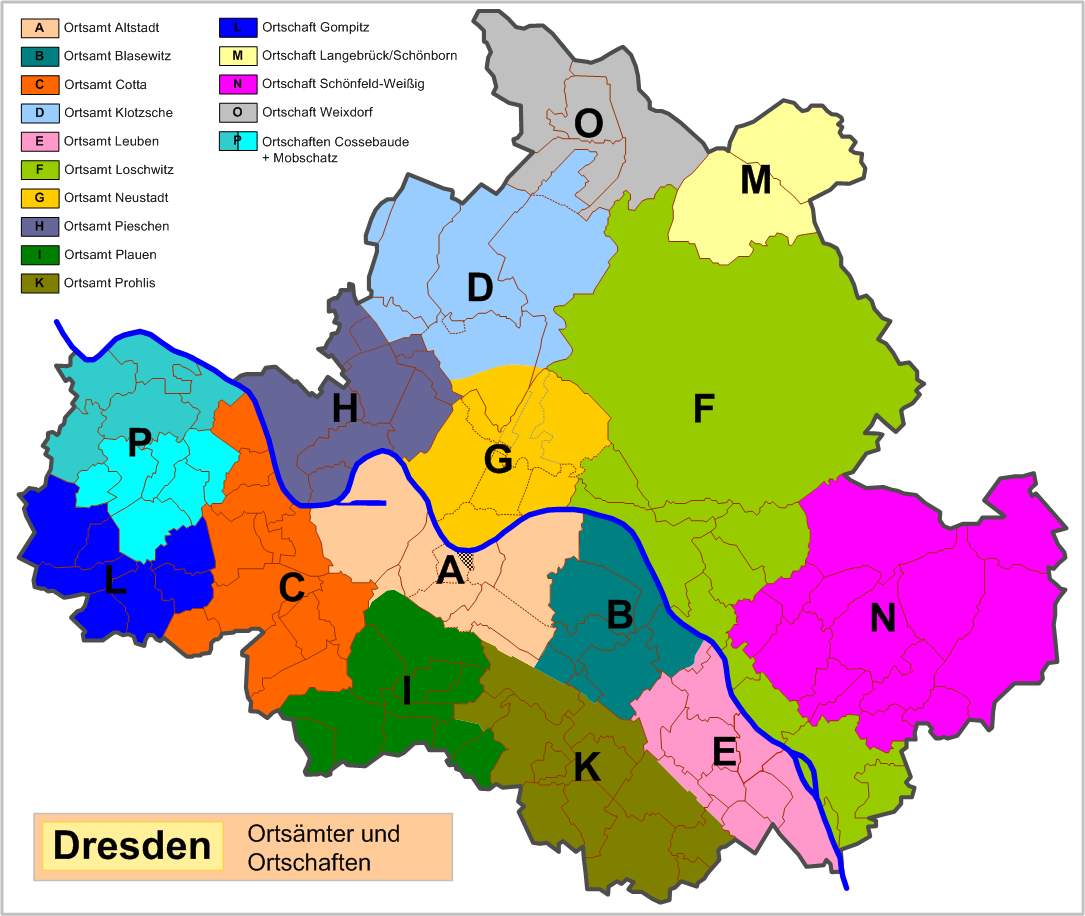
Các quận nội và ngoại thành - Ortsamtsbereiche und Ortschaften

Ngoài trung tâm là khu thành cổ (Altstadt) và khu thành mới (Neustadt) Dresden còn có nhiều khu phố khác kết quả của nhiều lần mở rộng. Nhiều khu phố còn nguyên giấu ấn làng xã với quảng trường (công trường) và tòa thị chính. Nơi khác lại mang đậm kiến trúc Xã hội Chủ nghĩa với những tòa nhà hình hộp diêm bên cạnh những khu biệt thự có vườn bao quanh.
1958 Dresden được chia thành các quận Trung tâm, Đông, Tây, Nam và Bắc. Sau 1991 thành phố có mười quận nội thành (Ortsamtsbereiche) và chín quận ngoại thành (Ortschaften). Khu nội thành là khu thành phố trước khi được mở rộng vào năm 1991. Còn các quận ngoại thành là các khu được sáp nhập. Quận đông dân nhất là quân Blasewitz, quận rộng nhất là quận Loschwitz. Quận ngoại ô lớn nhất và đông dân nhất là quận Schönfeld-Weißig. Trung tâm thành phố gồm hai quận Altstadt và Neustadt.
| 10 quận nội thành và 9 quận ngoại thành | 10 quận nội thành và 9 quận ngoại thành      | 10 quận nội thành và 9 quận ngoại thành | 10 quận nội thành và 9 quận ngoại thành | 10 quận nội thành và 9 quận ngoại thành |
| --------------------------------------- | -------------------------------------------- | --------------------------------------- | --------------------------------------- | --- |
| Ortsamt/Ortschaft                       | Dân số (Dân số chính) (31 tháng 12 năm 2008) | Diện tích km²                           | Mật độ người/km²                        | Stadtteile/Ortsteile |
| Altstadt                                | 51 045                                       | 17,00                                   | 3.003                                   | Innere Altstadt, Friedrichstadt, Johannstadt, Pirnaische Vorstadt, Seevorstadt và Wilsdruffer Vorstadt                                                           |
| Neustadt                                | 42 097                                       | 14,85                                   | 2.835                                   | Albertstadt, Äußere Neustadt, Innere Neustadt, Leipziger Vorstadt và Radeberger Vorstadt                                                                         |
| Pieschen                                | 48 618                                       | 16,20                                   | 3.001                                   | Pieschen, Trachenberge, Mickten, Kaditz, Trachau và Übigau |
| Klotzsche                               | 19 940                                       | 27,10                                   | 736                                     | Klotzsche, Hellerau, Hellerberge và Wilschdorf |
| Loschwitz                               | 19 272                                       | 68,84                                   | 280                                     | Loschwitz, Weißer Hirsch, Rochwitz, Wachwitz, Niederpoyritz, Hosterwitz, Söbrigen, Oberpoyritz, Bühlau, Pillnitz và Dresdner Heide                               |
| Blasewitz                               | 81 157                                       | 14,48                                   | 5.605                                   | Blasewitz, Striesen, Tolkewitz, Gruna, Dobritz và Seidnitz |
| Leuben                                  | 37 918                                       | 13,05                                   | 2.906                                   | Leuben, Laubegast, Alttolkewitz, Kleinzschachwitz, Zschieren, Meußlitz, Großzschachwitz, Sporbitz và nhiều phần của Niedersedlitz và Dobritz                     |
| Prohlis                                 | 54 984                                       | 21,10                                   | 2.606                                   | Großluga, Kleinluga, Kauscha, Leubnitz-Neuostra, Lockwitz, Nickern, Niedersedlitz, Prohlis, Reick, Strehlen, Torna và nhiều phần của Mockritz                    |
| Plauen                                  | 51 019                                       | 15,80                                   | 3.229                                   | Plauen, Südvorstadt, Coschütz, Gittersee, Kaitz, Kleinpestitz, Mockritz, Gostritz, Räcknitz và Zschertnitz                                                       |
| Cotta                                   | 66 566                                       | 19,34                                   | 3.442                                   | Briesnitz, Kemnitz, Stetzsch, Cotta, Omsewitz, Leutewitz, Gorbitz, Wölfnitz, Löbtau, Naußlitz, Roßthal, Dölzschen                                                |
| Altfranken                              | 1 193                                        | 1,28                                    | 890                                     | |
| Cossebaude                              | 5 371                                        | 8,04                                    | 668                                     | Gohlis, Niederwartha, Cossebaude, Neu-Leuteritz |
| Gompitz                                 | 3 018                                        | 11,72                                   | 258                                     | Gompitz, Ockerwitz, Pennrich, Roitzsch, Steinbach, Unkersdorf, Zöllmen                                                                                           |
| Langebrück                              | 3 660                                        | 6,95                                    | 527                                     | |
| Mobschatz                               | 1 480                                        | 8,50                                    | 174                                     | Alt-Leuteritz, Brabschütz, Merbitz, Mobschatz, Podemus và Rennersdorf                                                                                            |
| Oberwartha                              | 346                                          | 2,03                                    | 170                                     | |
| Schönborn                               | 499                                          | 5,20                                    | 96                                      | |
| Schönfeld-Weißig                        | 12 573                                       | 41,34                                   | 304                                     | Borsberg, Cunnersdorf, Eschdorf, Gönnsdorf, Krieschendorf, Malschendorf, Pappritz, Reitzendorf, Rockau, Rossendorf, Schönfeld, Schullwitz, Weißig và Zaschendorf |
| Weixdorf                                | 5 926                                        | 15,49                                   | 383                                     | Weixdorf, Marsdorf, Lausa, Friedersdorf và Gomlitz |

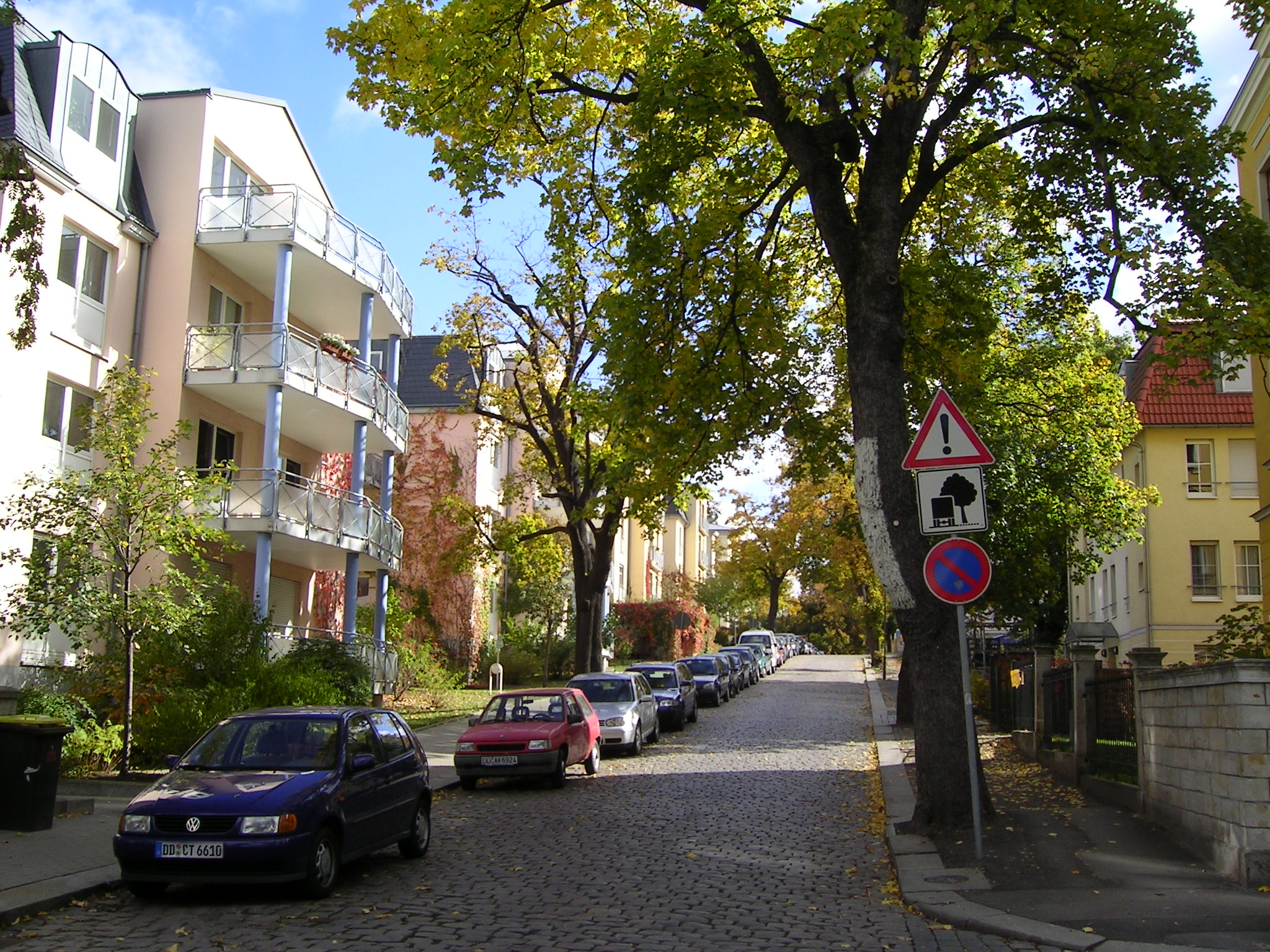
Radeberger Vorstadt
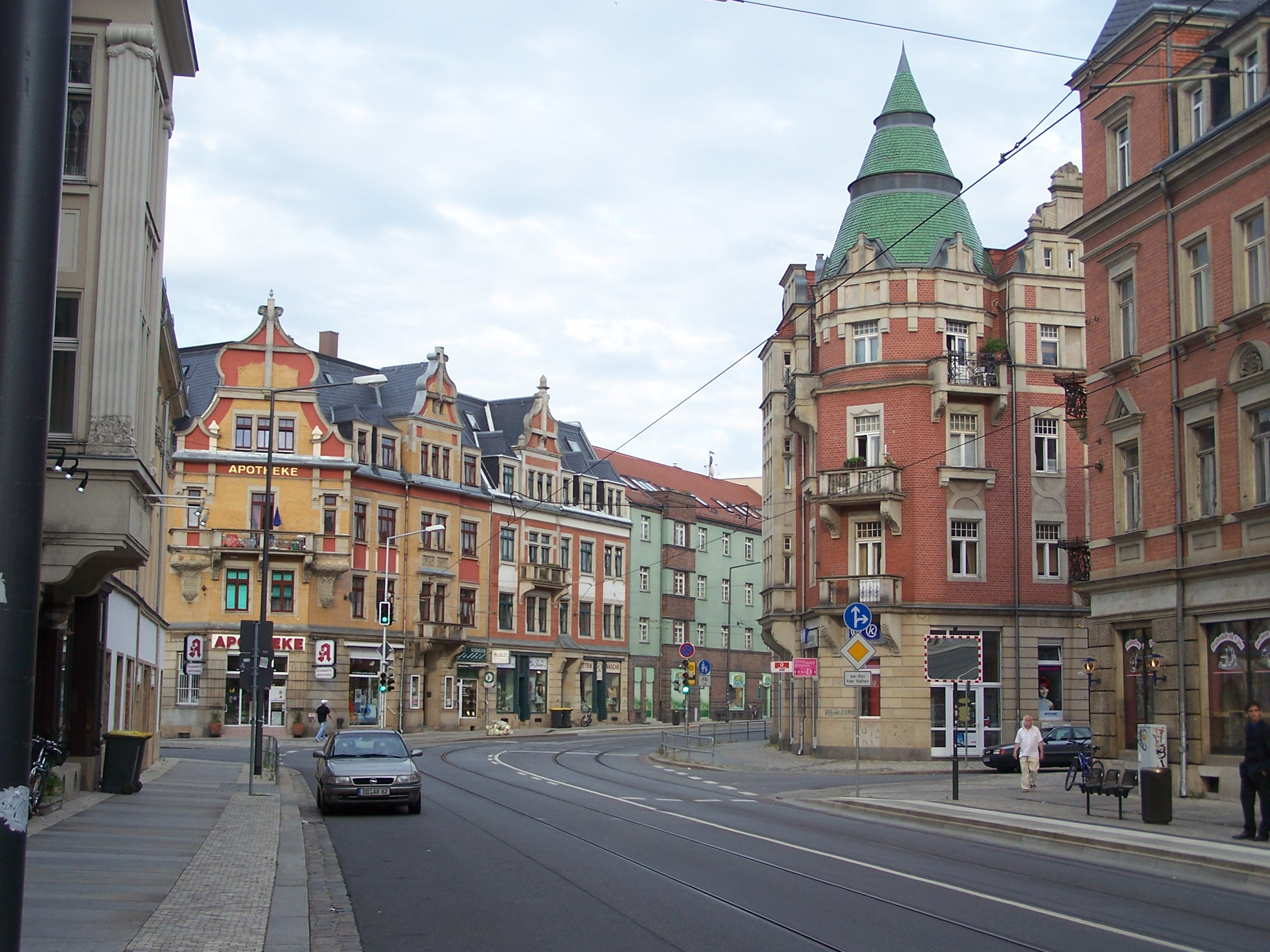
Trachau – sáp nhập năm 1903
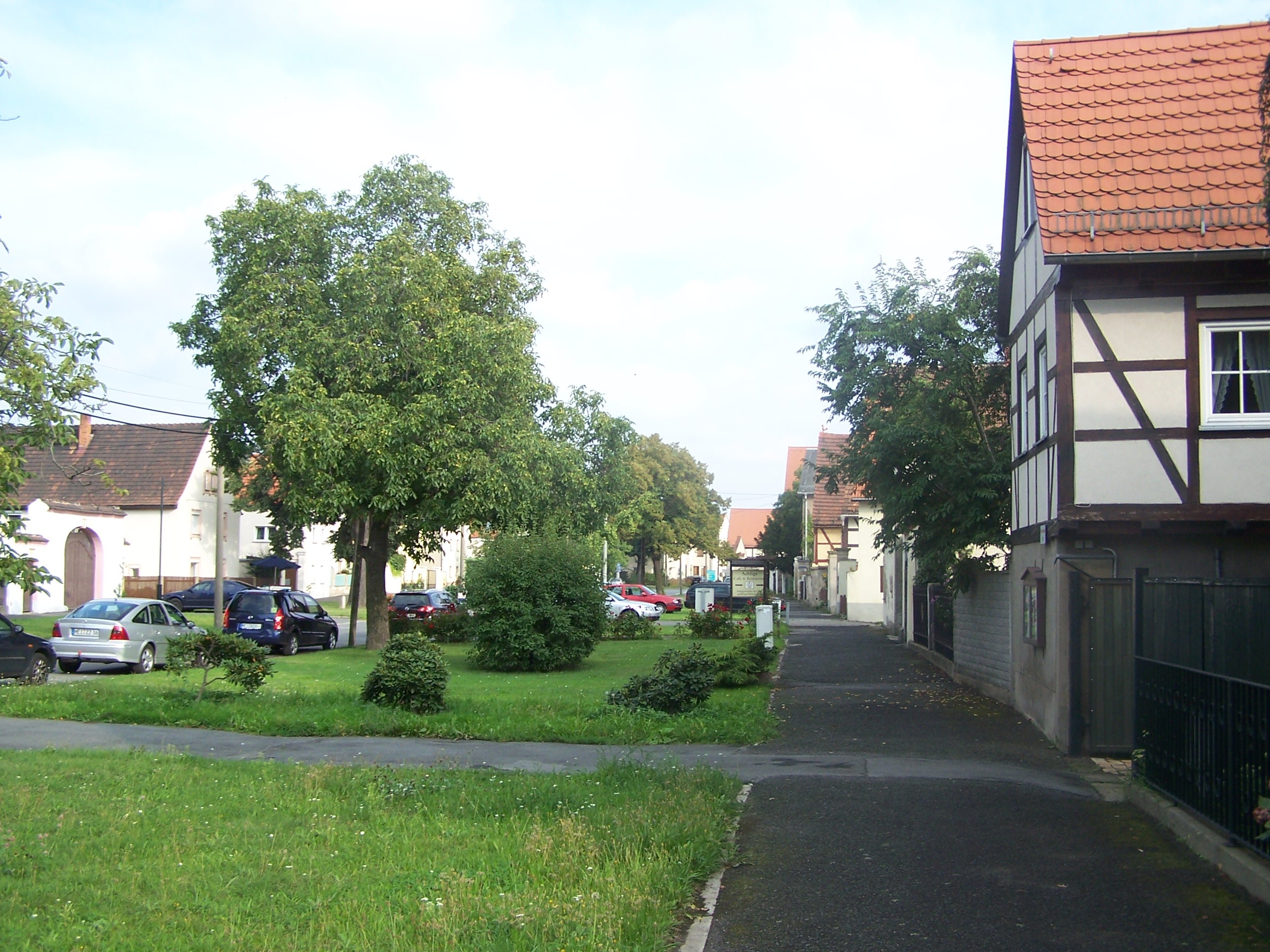
Kaditz – sáp nhập năm 1903
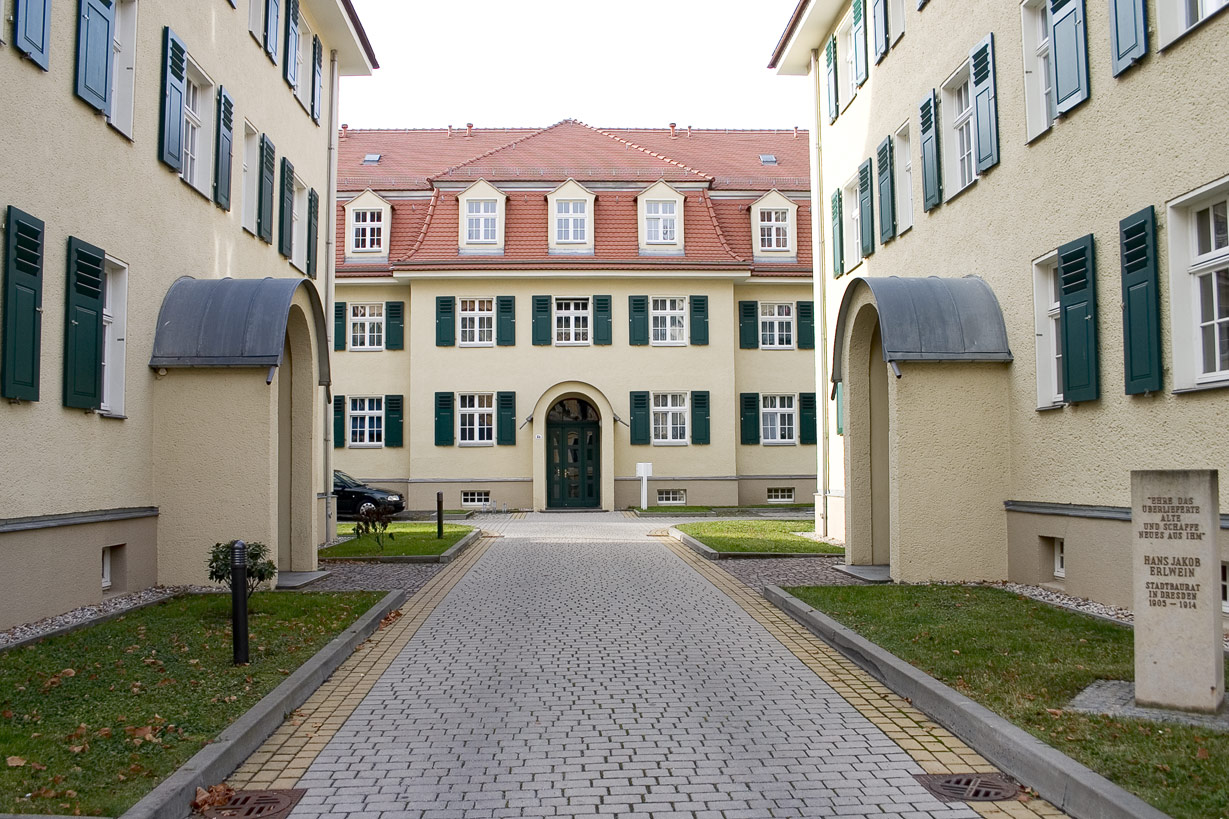
Löbtau – sáp nhập năm 1903
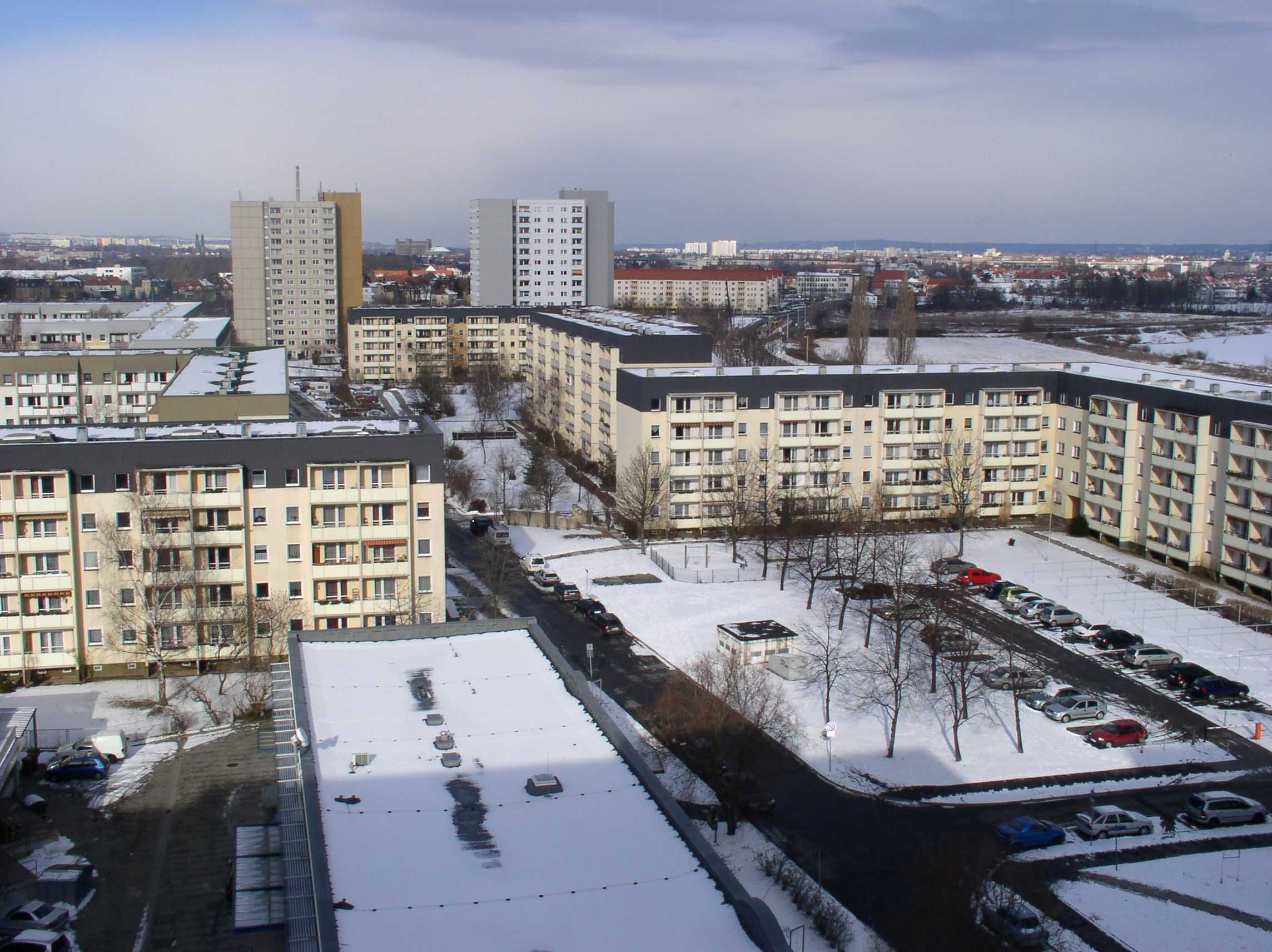
Leuben – sáp nhập năm 1921
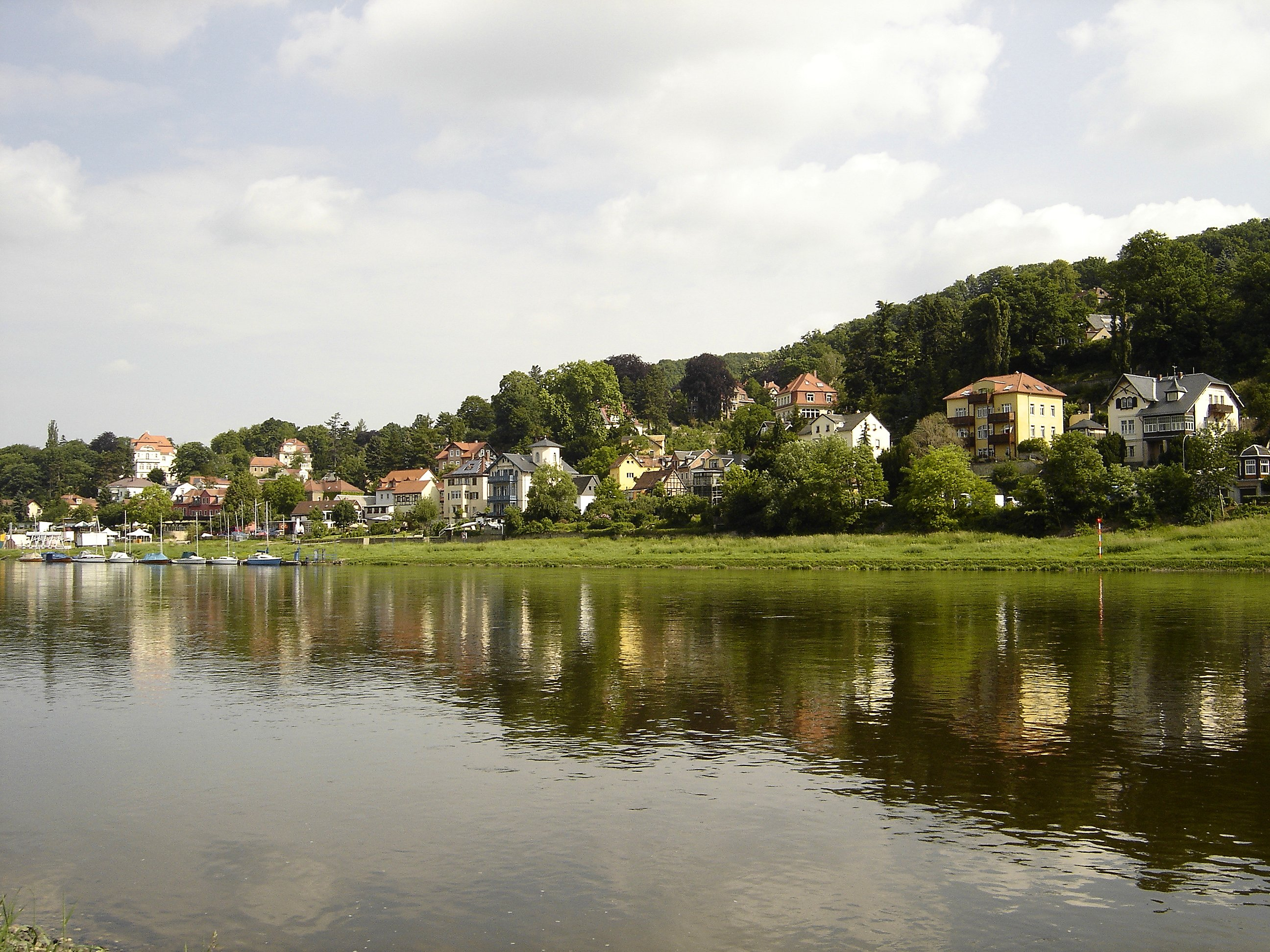
Wachwitz – sáp nhập năm 1930

### Nhân khẩu
Dân số Dresden đạt con số 100.000 vào năm 1852, và là thành phố thứ ba của Đức đạt đến con số này. Dân số thành phố lên đến đỉnh điểm là 649.252 vào năm 1933, song đã giảm xuống còn 450.000 vào năm 1946 do hậu quả của Chiến tranh. Sau khi hợn nhất và tái thiết thành phố, số dân lại tăng lên mức 522.532 từ năm 1950 đến 1983.
Từ sau khi tái thống nhất nước Đức, dân số thành phố đã phát triển rất không ổn định. Thành phố phải đương đầu với vấn đề di cư và ngoại ô hóa. Dân số thành phố tăng lên 480.000 do kết quả của một số cuộc hợp nhất trong thập niên 1990, song đã giảm xuống 452.827 trong năm 1998. Từ năm 2000 đến năm 2010, dân số thành phố tăng lên với hơn 45.000 cư dân (khoảng 9,5%) do có một nền kinh tế ổn định và tái đô thị hóa. Cùng với München và Potsdam, Dresden là một trong các thành phố phát triển nhanh nhất nước Đức, trong lúc dân số tại các bang phía đông vẫn đang suy giảm. Năm 2010, dân số thành phố Dresden là 523.058 (người, còn dân cư tại vùng đô thị tích tụ Dresden là 780.561 (2008), và dân số vùng Dresden (bao gồm các huyện lân cận Meißen, Sächsische Schweiz-Osterzgebirge và phần phía tây của Bautzen) là 1.143.197 (2007). Ngày nay, Dresden là một trong vài thành phố có dân cư đông nhất kể từ sau Chiến tranh thế giới thứ hai.
Tại Dresden, khoảng 51,3% cư dân là nữ giới. Người nước ngoài chiếm 4%. Độ tuổi trung bình của cư dân là 43, mức thấp nhất trong các khu vực đô thị tại Sachsen.

## Kinh tế

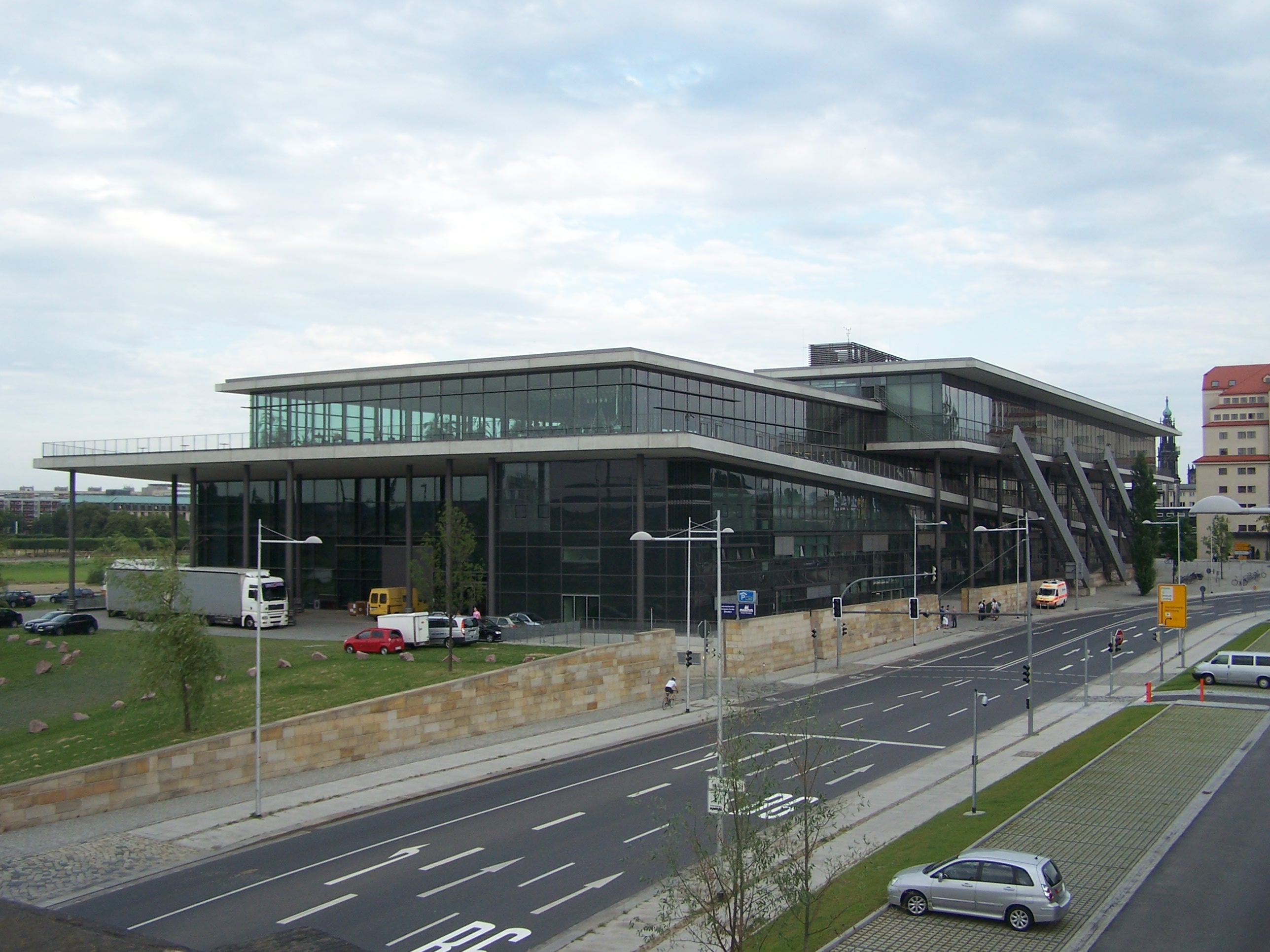
Trung tâm Hội nghị quốc tế Dresden

Năm 1990, Dresden—một trung tâm công nghiệp quan trọng của Cộng hòa Dân chủ Đức—đã phải đối mặt với sự sụp đổ kinh tế của Liên Xô và các thị trường xuất khẩu khác ở Đông Âu. Cộng hòa Dân chủ Đức là quốc gia giàu có nhất trong khối phía Đông song đã phải đối diện với sự cạnh tranh từ Tây Đức sau khi thống nhất. Sau năm 1990, một hệ thống luật pháp và tiền tệ hoàn toàn mới đã được đưa vào, chi phí giúp vực dậy cơ sở hạ tầng ở miền Đông Đức chủ yếu đến từ phía Tây. Dresden có vị thế là một trung tâm đô thị lớn, đã phát triển nhanh chóng và nhất quán hơn so với hầu hết các khu vực khác ở Cộng hòa Dân chủ Đức cũ, song thành phố vẫn đối mặt với nhiều vấn đề xã hội và kinh tế bắt nguồn từ sự sụp đổ của hệ thống cũ, bao gồm cả mức thất nghiệp cao.
Cho đến khi các công ty nổi tiếng như Dresdner Bank dời Dresden trong thời kỳ cộng sản để tránh bị quốc hữu hóa, Dresden là một trong số các thành phố quan trọng nhất tại Đức. Thời kỳ cộng sản kéo dài cho đến năm 1990, thành phố có đặc điểm là tăng trưởng kinh tế thấp hơn so với các thành phố ở Tây Đức. Các công ty và cơ sở sản xuất bị sụp đổ hoàn toàn khi họ bước vào nền kinh tế thị trường xã hội. Từ đó, kinh tế Dresden đã được phục hồi.
Tỉ lệ thất nghiệp dao động từ 13% đến 15% trong 20 năm đầu tiên sau khi tái thống nhất và vẫn ở mức tương đối cao. Tuy nhiên, Dresden đã phát triển nhanh hơn so với mức trung bình của miền Đông và đạt GDP bình quân là 31.100 euro, bằng GDP bình quân của một số cộng đồng nghèo ở Tây Đức (con số trung bình của 50 thành phố lớn nhất nước Đức là 35.000 euro).
Nhờ sự hiện diện của các trung tâm hành chính, một mật độ cao các viện nghiên cứu bán công lập và sự mở rộng thành công của lĩnh vực công nghệ cao đã giúp nâng cao thu nhập của cộng đồng cư dân, tỷ lệ lao động có trình độ cao lại một lần nữa đứng vào hàng cao nhất nước Đức và toàn châu Âu. Dresden thường xuyên được xếp trong số 10 thành phố lớn đáng sống tại Đức.